# Phantasy Star Gaiden
 (octobre 2019).
Si vous disposez d'ouvrages ou d'articles de référence ou si vous connaissez des sites web de qualité traitant du thème abordé ici, merci de compléter l'article en donnant les références utiles à sa vérifiabilité et en les liant à la section « Notes et références ».
Phantasy Star Gaiden (ファンタシースター外伝, Fantashī Sutā Gaiden) (Gaiden signifiant « quête annexe ») est un jeu de rôle de Sega sorti (seulement au Japon) en 1992 sur Game Gear. Il s'agit d'un des deux épisodes de la série Phantasy Star sorti sur GameGear.

## Système de jeu
Tout comme les autres épisodes de la série, Phantasy Star Gaiden est un RPG classique avec une vue de 3/4. Le joueur dirige un groupe de trois personnages maximum, achète de l’équipement et affronte des monstres dans quelques donjons repartis sur la carte. Le leveling, ou le fait de faire monter le niveau de ses personnages, est très fréquent dans ce jeu. En effet, les combats  arrivent relativement souvent. C'est d'ailleurs une des principales critiquee faites à ce titre, puisque les moments de combat ne laissent pas au joueur le temps de souffler. Il peut tout de même fuir ces derniers à tout moment.
Dans le groupe de personnages jouables, il y a obligatoirement Minina et Alec dans l'équipe. Pour le troisième personnage, le joueur peut choisir entre Doromu, Dolos et Alis. Toutes les armes peuvent être utilisées par n’importe lequel de ces derniers.
Pour le système de combat, l'écran est divisé en plusieurs parties. Une pour  l'animation du combat, une autre pour le menu de commandes et dans la partie inférieure de l'écran une dernière fenêtre avec les points de vie des héros. Via le menu, le joueur a le choix entre plusieurs actions : Attaquer, lancer une magie, encaisser un coup, fuir le combat ou prendre un objet.
Les niveaux des personnages peuvent aller jusqu’à 30. Ces niveaux sont nécessaires pour avoir de nouveaux équipements et apprendre les très nombreuses magies.
Ces magies doivent être achetées au magasin. Ça coûte quand même assez cher, de plus qu’à chaque fois que l'équipe est mise K.O., la moitié des économies en mesetas, la monnaie du jeu, est perdue.
Côté graphismes, c’est très mignon. À titre de comparaison, les ennemis ressemblent beaucoup aux Pokémon. L'écran de combat est très différent de la version Sega Master System de Phantasy Star, car l’action se passe sur un tout petit écran. Quant au menu de commande, il est assez complet.

## La planète Copto (Le monde dePhantasy Star Gaiden)
Alis Landeel a sauvé le système d’Algol il y a bien longtemps. Elle est devenue Reine d’Algol et a commencé à explorer les alentours du système pour agrandir son royaume. Elle fait la découverte de la planète Copto qu’elle baptisa Alisland. Cette planète a été ravagée par un le démon Cablon. Puisque ce dernier se cache, Alis décida de rester sur cette planète jusqu’à son éveil. Elle reste donc en cryogénisation pendant 464 ans. Durant ce temps, les habitants de la planète Palma sont venus s'installer sur cette nouvelle planète et ont continué à prospérer.
Cette planète est couverte d'une grande végétation et fait beaucoup penser à la planète Palma dans le système d'Algol.

## Histoire
Le jeu se déroule 471 ans après le premier Phantasy Star. Alis (héroïne légendaire du premier opus) a quitté Algol pour fonder une nouvelle colonie.
Non loin du système d’Algol se trouve la planète Copto. Cette planète a été anéantie par Cablon il y a bien longtemps. Depuis, ce  démon reste caché quelque part dans les profondeurs de ce nouveau monde.
Des années plus tard, Alis Landale, reine du système d’Algol, a découvert cette planète et l’a baptisé Alisland. Depuis des palmians s'y sont donc installés. Alis et son compagnon Tylon y sont très vénérés.
L’histoire commence en 813 dans le village de Tedo…
Minina, une jeune orpheline élevée par l'aîné du village, et Alec sont deux adolescents qui aiment entendre l’Histoire d’Alis et Tylon.
Un jour, ils apprennent par un homme que le père d’Alec, Morg, a été enlevé par des bandits. Cet homme donne à Alec le miroir de la Sagesse. En parlant à l’aîné du village, celui-ci donne à Alec et Minina de quoi combattre en dehors du village. Il leur dit d’aller voir l’Ermite qui vit dans la forêt. Il dira quoi faire et il en sait pas mal sur le passé de Minina (ainsi que le pendentif qu’elle porte)…

## Personnages principaux

### Minina
Elle est l’un des deux personnages principaux. Elle est forte en magie et faible en attaque physique. Son passé est un vrai mystère.

### Alec
Fort physiquement, mais mauvais en magie. Tout le contraire de Minina. Il est à la recherche de son père disparu.

### Doromu
Il s’agit d’un nain très fort en magie. Lorsqu’il rejoint l’équipe, il a déjà connaissance de quelques sorts.

### Darosu
Darosu est l’androïde du Jeu. Avant de rejoindre l’équipe, il se fait passer pour un robot nommé Daidalos. En le battant, il révèle son vrai nom et qu’il a été programmé pour protéger Minina. On peut supposer qu'il s'agit d'un envoyé d’Alis. Comme tous les androïdes, il ne peut pas utiliser de magies.

### Arisa Landeel
Plus connue sous le nom d'Alis dans la version anglaise de Phantasy Star premier du nom. 
En hibernation jusqu’au réveil de Cablon, elle avait colonisé la planète Copto en la baptisant Alisland.

## Portage
Le jeu est disponible sur la compilation Phantasy Star Complete Collection, après avoir fait une manipulation bien précise à l'écran de titre. Il s'agit d'un jeu caché.